# Breżnicite
Breżnicite (bułg. Брежниците) – przysiółek wsi Radewci w środkowej Bułgarii, w obwodzie Gabrowo, w gminie Trjawna. Według danych Narodowego Instytutu Statystycznego, 31 grudnia 2011 roku wieś liczyła 8 mieszkańców.